# Hermaeidae
Hermaeidae zijn een familie van weekdieren uit de klasse van de Gastropoda (slakken).

## Geslachten
- Aplysiopsis Deshayes, 1853
- Caliphylla A. Costa, 1867
- Cyerce Bergh, 1870
- Hermaea Lovén, 1844
- Mourgona Er. Marcus & Ev. Marcus, 1970
- Polybranchia Pease, 1860
- Sohgenia Hamatani, 1991